# إسحاق هانسون
إسحاق هانسون (بالإنجليزية: Isaac Hanson) هو مغن مؤلف وموسيقي أمريكي، ولد في 17 نوفمبر 1980 في تلسا في الولايات المتحدة.

## وصلات خارجية
- إسحاق هانسون على موقع IMDb (الإنجليزية)
- إسحاق هانسون على موقع ميوزك برينز (الإنجليزية)
- إسحاق هانسون على موقع إن إن دي بي (الإنجليزية)
- إسحاق هانسون على موقع ديسكوغز (الإنجليزية)
- إسحاق هانسون على موقع قاعدة بيانات الفيلم (الإنجليزية)
- إسحاق هانسون على موقع كينوبويسك (الروسية)